# Бактеріологія
Бактеріоло́гія (від дав.-гр. βακτἠριον — паличка і λόγος — слово) — розділ мікробіології, що вивчає будову, життя і властивості бактерій.
Бактеріологію часто поділяють на ряд окремих дисциплін Загальна бактеріологія вивчає морфологію, фізіологію, біохімію бактерій, їх мінливість і спадковість, еволюцію, розповсюдження в природі та інші аспекти. Медична і ветеринарна бактеріологія вивчають біологію хвороботворних бактерій, методи їх виділення і визначення, явища імунітету, розробляють специфічні засоби попередження і лікування інфекційних хвороб людини і тварин. Сільськогосподарська бактеріологія вивчає роль бактерій у формуванні структури ґрунту, його родючості, в живленні рослин, переробці сільськогосподарських продуктів (силосування, квашення, мочка та інші). Технічна (промислова) бактеріологія вивчає процеси утворення бактеріями спиртів, органічних кислот, ферментів, амінокислот, антибіотиків, стимуляторів росту та подібні аспекти.

## Методи дослідження у бактеріології
- Бактеріологічні — виділення чистої культури та ін.
- Бактеріоскопічні — мікроскопія мазка та ін.